# 羅斯福計劃

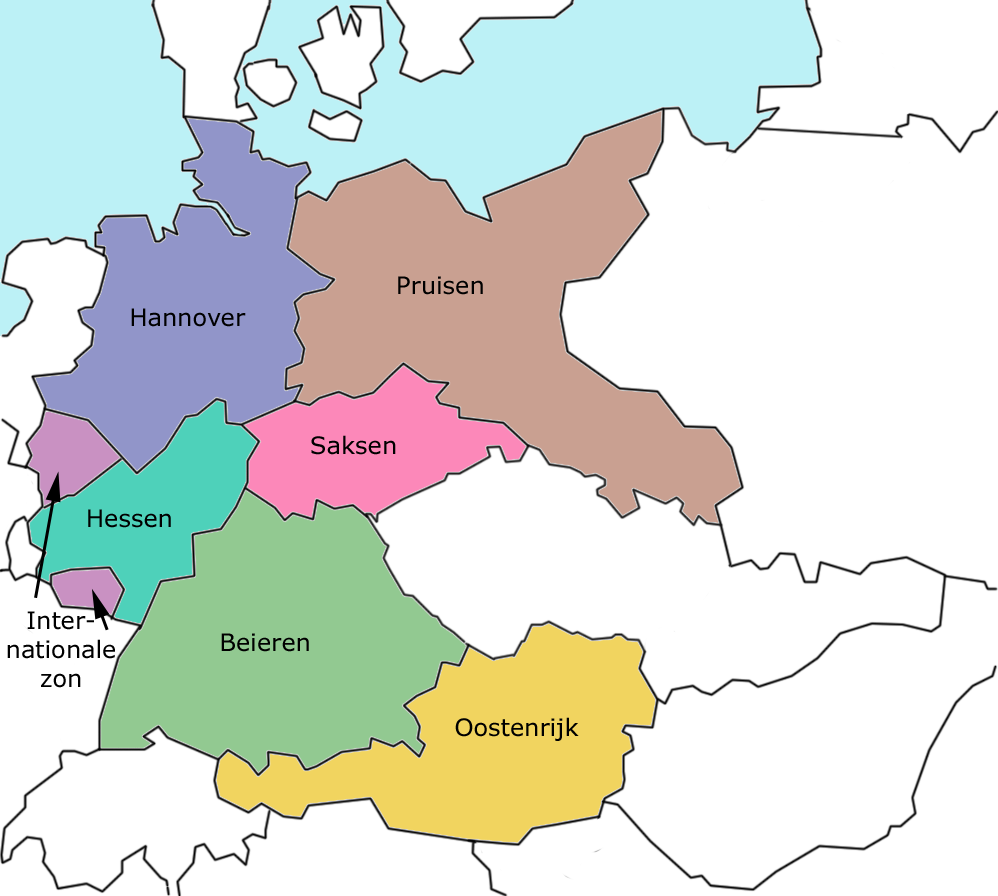
羅斯福計劃地圖

羅斯福計劃（Roosevelt Plan）是第二次世界大戰之後同盟國佔領納粹德國的計劃之一，由富蘭克林·D·羅斯福（Franklin D. Roosevelt）提出。根據該計劃，東普魯士將由波蘭和蘇聯兩國瓜分，並在德法國境地帶和德比荷國境地帶設立兩個國際共管區。德國的其他部分將分為六個國家：奧地利、巴伐利亞、漢諾威、黑森、薩克森和普魯士。